# Rhizocarpales
De Rhizocarpales vormen een orde van Lecanoromycetes uit de subklasse van Lecanoromycetidae.
Tot deze orde behoren bepaalde soorten korstmossen.

## Taxonomie
De taxonomische indeling van de Rhizocarpales is als volgt:
Orde: Rhizocarpales
- Familie: Rhizocarpaceae
- Familie: Sporastatiaceae